# Lista över pejorativa geografiska epitet
Detta är en lista på pejorativa geografiska epitet (ord som används för att håna eller förolämpa personer med visst geografiskt ursprung). En förklaring ges också för varje epitets avsedda användning samt dess ursprungliga källa (där detta är känt).
Listan är inte uttömmande, och med hänsyn till alla de epitet som skapats och fortsätter att komma i bruk kommer den kanske att aldrig bli uttömmande. Notera att majoriteten av dessa epitet har en stark partisk eller fördomsfull prägling. Normalt uppfattas de dock som skämtsamma.

## Några exempel i alfabetisk ordning

### Fjollträsk
Epitet för Stockholm använt i Norrland. Anspelar på föregiven bristande manlighet hos (manliga) stockholmare.

### Halvdanskar
En pik som göteborgare och stockholmare använder mot skåningar.

### Klyktattare
Epitet som jämtar använt för besökare från Medelpad (Västernorrlands länsbokstav på registreringsskylten var fram till 1974  Y som kan liknas vid en klyka). Epitetet sägs ha sitt upphov i semesterfirande, bruksarbetande medelpadsbors besök hos sina lantbrukarsläktingar i Jämtland, för vilka sommaren inte var ledighet utan hårt arbete med skörden.

### Minkfarmare
Epitet på blekingebo från Listerlandet.

### Norrbaggar
Ett något nedsättande uttryck som svenskar använder mot norrmän.

### Nollåtta(eller 08:a)
Epitet för stockholmare använt av övriga riket. Bygger på huvudstadens riktnummer.

### Sillastrypare
Epitet på blekingebo från kustbygden.

### Skoterraggare
Epitet på norrlänning, vanligt förekommande på ishockeymatcher.

### Stakéttermålare
"Staketmålare" Epitet på Lysekilsbor, används främst av boende på Skaftölandet.

### Sörlänning
Norrländskt epitet på personer från södra Sverige, dvs. Svealand och Götaland.

### Päronbonde
En pik som göteborgare brukar använda mot boråsare.